# جیمز ته هونا
جیمز ته هونا (انگلیسی: James Te Huna؛ زادهٔ ۲۹ سپتامبر ۱۹۸۱) ورزشکار هنرهای رزمی ترکیبی اهل نیوزیلند است. وی بین سال‌های ۲۰۰۳ تا ۲۰۱۶ میلادی فعالیت می‌کرد.